# Петрешти (Алба)
Петрешти (рум. Petrești) насеље је у Румунији у округу Алба у општини Себеш. Oпштина се налази на надморској висини од 275 m.

## Становништво
Према подацима из 2002. године у насељу је живело 4230 становника.

### Попис2002.
| Расподела становништва по националности 2002.‍ | Расподела становништва по националности 2002.‍ | Расподела становништва по националности 2002.‍ | Расподела становништва по националности 2002.‍ | Расподела становништва по националности 2002.‍ |
| --------------------------------------------- | --------------------------------------------- | --------------------------------------------- | --------------------------------------------- | --------------------------------------------- |
|                                               |                                               |                                               |                                               |                                               |
| Румуни                                        | Румуни                                        |                                               | 3.957                                         | 93,6%                                         |
| Мађари                                        | Мађари                                        |                                               | 38                                            | 0,9%                                          |
| Роми                                          | Роми                                          |                                               | 44                                            | 1,0%                                          |
| Немци                                         | Немци                                         |                                               | 189                                           | 4,5%                                          |